# Constantin Ferber

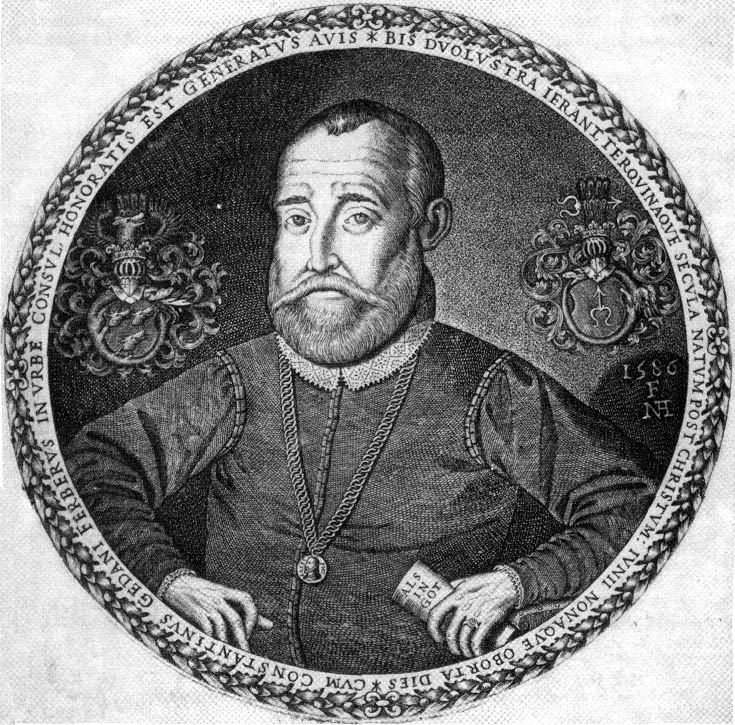
Constantin Ferber

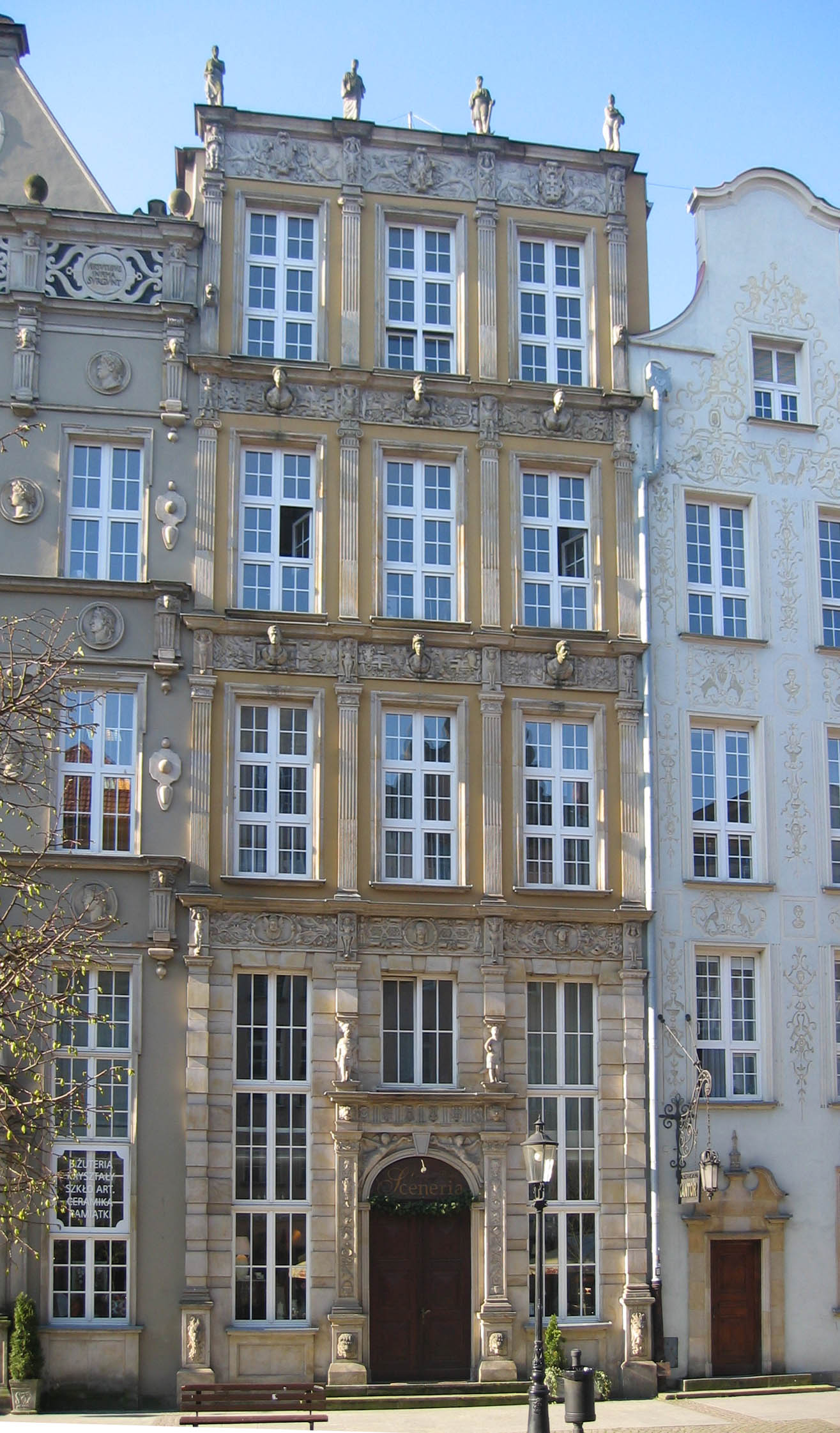
Ferberhaus

Constantin Ferber (* 9. Juni 1520 in Danzig; † 15. Februar 1588 ebenda) war Bürgermeister von Danzig 1555 bis 1588.

## Leben
Constantin Ferber war ein Sohn des Danziger Bürgermeisters Eberhard Ferber. Da er in seiner Jugend zum evangelischen Bekenntnis übertrat, konnte er erst spät Ämter in der Stadt übernehmen. 1548 wurde er Schöffe, 1549 Ratsherr von Danzig. Seit 1554 war Ferber ein Vertreter der Stadt auf den Hansetagen.
1555 wurde er zu einem der vier Bürgermeister der Stadt gewählt. In diesem Jahr erwarb er beschädigte Gebiete bei der Stadt und gründete das Dorf Constantinopel. 1557 handelte Ferber bei König Sigismund II. August mit weiteren Vertretern der Stadt das Privileg der freien Konfessionsausübung für Danzig aus. Bereits 1558 gründete er mit Bürgermeister Georg Kleefeld das evangelische Akademische Gymnasium. 1560 ließ er das Ferberhaus in der Langgasse errichten.
1569 verweigerte Ferber den Beitritt der Stadt Danzig zur Lubliner Union. Auch eine darauf folgende halbjährige Haft änderte seine Haltung nicht.
1571 war er bei der Wahl von Heinrich von Valois zum neuen polnischen König anwesend. 
Als er für Danzig dem neuen König Stephan Bathory 1575 die Huldigung verweigerte, belagerte dieser die Stadt, musste aber letztendlich einen Kompromiss mit dieser akzeptieren.
Constantin Ferber war seit jungen Jahren ein wohlhabender Mann, der Bankgeschäfte in mehreren Ländern Europas tätigte und dem polnischen und schwedischen König sowie dem Herzog von Preußen Geld lieh. Ungünstige wirtschaftliche Entwicklungen, darunter der wirtschaftliche Zusammenbruch der Handelshäuser Loitz und Lilie brachte ihm große Verluste führten in den letzten Lebensjahren zu erheblichen finanziellen Einbußen.